# قارب الوطواط
قارب الوطواط أو غواصة الوطواط، هي حوامة/غواصة مائية أكوا دينيماكية للبطل الخارق باتمان التابع لدي سي كوميكس.

## أنواع قارب الوطواط

### حوامة الوطواط
حوامة الوطواط: هو نسخة أكثر قتامة من قارب الوطواط. ظهرت في فيلم عودة الرجل الوطواط 1992.
سترايك الوطواط: عبارة عن سكوتر طواف بحري. بسرعة تزيد عن 5 عقدة.

### غواصة الوطواط
غواصة الوطواط: هي المركبة المائية الثانية المستخدمة جنباً إلى جنب مع قارب الوطواط في فيلم باتمان. في فيلم باتمان إلى الأبد 1995، ظهرت نسخة من جناح الوطواط في قمرة القيادة والتي يمكن أن تتحول إلى غواصة.
الأنظمة البيئية: تشمل طارح CO2 ووحدات تكييف. خزانات الأكسجين توفر ما يصل إلى ست ساعات. وتحتوي أيضاً على خزان أحتياطي للطوارئ والذي يضيف اثني عشر ساعة من دعم الحياة.

## التلفزيون والسينما

### عودة باتمان
نسخة أكثر قتامة استخدمت في عودة الرجل الوطواط.

### باتمان للأبد
الظهور الثاني لقارب الوطواط كان في فيلم باتمان للأبد.

## ألعاب الفيديو

### باتمان
في لعبة الكمبيوتر باتمان عام 1986، على اللاعب تجميع سبع قطع من مركبة الوطواط نوع-الحوامة من أعماق كهف الوطواط من أجل إكمال اللعبة.

## وصلات خارجية
- The Unofficial Batboat Biography
- Television - Batman: The Series - Gadgets - Batboat
- Movies - Batman Returns - Gadgets - Batskiboat
- Movies - Batman Forever - Gadgets - Batboat
- Character Profiles - Gadgets - Batboat
- Batboat from "Batman Forever" (1995)